# Adrian Quinonez
Adrián A. Quiñonez (ur. 2 października 1977 w stanie Teksas) – amerykański aktor teatralny, telewizyjny i filmowy.

## Życiorys
Urodził się w Teksasie. Ukończył studia na wydziale sztuki w Abilene Christian University w Abilene w Teksasie, naukę kontynuował potem w Londynie, we Francji i we Włoszech. Przez dwanaście lat szkolił się w sztukach walki, w tym kajukenbo, wushu, kung-fu i taekwondo.
W następstwie szkód spowodowanych przez huragany Katrina i Rita, w 2004 przeniósł się do Los Angeles i zadebiutował jako aktor w filmie krótkometrażowym Tojenkawa.
Wkrótce pojawił się gościnnie w serialach telewizyjnych, takich jak CSI: Kryminalne zagadki Nowego Jorku (2007), Zabójcze umysły (2008), Bracia i siostry (2009), Gotowe na wszystko (2011), Kości (2011) i American Horror Story (2012). Na dużym ekranie wziął również udział w dramacie Ulica honoru (Street Honor), występował także w teatrze w takich sztukach jak Przedmieście (Suburbia), Sen nocy letniej i Outsiderzy (The Outsiders).

## Filmografia

### Filmy fabularne
- 2006: Eating Out 2: Ten drugi raz (Eating Out 2: Sloppy Seconds) jako Octavio
- 2008: Watercolors jako Namiętny przyjaciel
- 2009: Now & Later jako Diego
- 2010: Las Angeles jako Rudy
- 2012: Intercept (TV) jako Ochroniarz
- 2012: Besties jako Funkcjonariusz Raul
- 2013: Bad Milo! jako Janitor
- 2013: Our Boys jako Memo
- 2014: ETXR jako uzbrojony człowiek
- 2014: Macki Trójkąta Bermudzkiego (Bermuda Tentacles, TV) jako oficer pokładu

### Seriale TV
- 2006: Dante’s Cove jako Brad Diego
- 2007: Passions jako niebieski notujący barman
- 2007: Kobiecy Klub Zbrodni (Women’s Murder Club) jako Oficer Ortega
- 2007: Dni naszego życia (Days of Our Lives) jako policjant oficer Ramirez
- 2007: Moda na sukces (The Bold and the Beautiful) jako boy hotelowy
- 2007: CSI: Kryminalne zagadki Nowego Jorku (CSI: NY) jako zbycie bomby
- 2008: Zabójcze umysły (Criminal Minds) jako kelner
- 2009: Żar młodości (The Young and The Restless) jako boy hotelowy
- 2009: Bracia i siostry (Brothers & Sisters) jako Student
- 2011: Kości (Bones) jako Agent FBI
- 2011: Zwykła/niezwykła rodzinka (No Ordinary Family) jako Robert Gomez
- 2011: CSI: Kryminalne zagadki Miami (CSI: Miami) jako recepcjonista
- 2011: Melissa i Joey (Melissa & Joey) jako Warren
- 2011: Gotowe na wszystko (Desperate Housewives) jako kelner
- 2012: CSI: Kryminalne zagadki Las Vegas (CSI: Crime Scene Investigation) jako Alex Brenner
- 2012: American Horror Story jako Policjant
- 2013: Poniedziałki na chirurgii (Monday Mornings) jako ratownik medyczny
- 2013: Castle jako Paul Vail
- 2014: Playing House jako striptizer Antonio